# Рокот (кишлак)
Рокот (дари رکوت) — кишлак на северо-востоке Афганистана, в вилаяте (провинции) Бадахшан. Входит в состав района Вахан.

## Географическое положение
Рокот расположен на северо-востоке Бадахшана, в высокогорной местности, на левом берегу реки Вахандарьи, на расстоянии приблизительно 235 километров к востоку от города Файзабада, административного центра вилаята. Абсолютная высота — 3220 метров над уровнем моря. Ближайшие населённые пункты — кишлак Шхаур (выше по течению Вахандарьи), кишлак Арча (ниже по течению Вахандарьи).

## Население
На 2003 год суммарное население кишлаков Рокот и Арча составляло 112 человек. В национальном составе преобладают ваханцы.